# True Love Waits
True Love Waits est un programme chrétien évangélique de promotion du pacte de pureté et d'abstinence sexuelle avant le mariage, de LifeWay Christian Resources, affilié à la Southern Baptist Convention. Son siège se situe à Nashville, aux États-Unis.

## Histoire
Le programme est fondé en 1993 par la Commission des écoles du dimanche de la Southern Baptist Convention .  L’objectif est de sensibiliser les jeunes chrétiens aux avantages de l'abstinence sexuelle avant le mariage avec les  pactes de pureté .  Le programme qui consiste principalement en des cartes d’engagement à signer, des  bagues de pureté et des livres, a été adopté par plusieurs dénominations évangéliques et des organisations comme  Cru  et Youth for Christ ,. 
Dès son lancement, le programme rencontre un certain succès. Les kits du programme vendus $3 s'écoulent vite. Deux personnes sont employées pour gérer la demande, et le numéro de téléphone commercial 1-800-LUV-WAIT est mis en place. En 1994, 102 000 cartes d’engagement avaient été signées. En juillet 1994, 200 000 pancartes s'engageant à l'abstinence sont plantées par enfants et adolescents sur le sol du National Mall de Washington D.C..
En 2014, Jimmy Hester, un des principaux fondateurs du programme a dit que bien que certaines études aient démontré que de nombreux jeunes chrétiens avaient rompu leurs engagements, cela a servi de repère pour certains qui sont revenus à la foi.

## Message
True Love Waits formule de la manière suivante l'engagement à l'abstinence : « Believing that true love waits, I make a commitment to God, myself, my family, those I date, my future mate and my future children to be sexually pure until the day I enter a covenant marriage relationship. » (« Parce que je crois que le vrai amour attend, je fais l'engagement envers Dieu, moi-même, ma famille, mes futures rencontres, mon futur conjoint et mes futurs enfants, d'être sexuellement pure le jour de mon mariage. » en anglais).

## Critiques
En 2017, une ancienne participante a relaté que le pacte de pureté et les programmes comme celui de True Love Waits lui avaient donné le sentiment qu’elle n’avait pas le choix de rester vierge ou non et une certaine peur au sujet du sexe.
D'après une étude de 2003, 60% des étudiants universitaires qui avaient signé le pacte d'abstinence ne l'ont pas respecté, et 55% des 40% restants ont déclaré avoir pratiqué le sexe oral. D'après une étude publiée en 2005 dans le Journal of Adolescent Health, 61% des jeunes adultes qui avaient fait le pacte d'abstinence ont eu un coït vaginal, 13% ont déclaré avoir pratiqué le sexe oral et 4% le sexe anal . Parmi ceux qui n’ont pas respecté leur engagement, moins de 20 pour cent ont utilisé un préservatif . 
Selon le pasteur Dean Inserra, le pacte d'abstinence de True Love Waits redirigerait la frustration sexuelle sur le futur conjoint, en manquant de l'inscrire dans une relation personnelle épanouissante et suffisante avec Dieu.